# Stefano Pessina
Stefano Pessina, né le 4 juin 1941 à Pescara, est un homme d'affaires italien résidant à Monaco depuis 1991.

## Biographie
Ingénieur nucléaire de formation, issu de l'École polytechnique de Milan, Stefano Pessina rejoint en 1970 l'affaire familiale, un grossiste spécialisé dans la distribution de produits pharmaceutiques. Il restructure l’entreprise et fait l’acquisition de plusieurs répartiteurs pharmaceutiques italiens : Alleanza Farmaceutica, devenue plus tard Alleanza Salute Italia, et devient le leader de la péninsule.
En 1988, il étend ses activités à l'Europe, à coups d'acquisitions, 1500 au total : le groupe Alliance Santé est né avec l'aide d'Antonin De Bono, à ce moment-là président-directeur général (1994-97) de l’Européenne de répartition pharmaceutique et d’investissements devenue Alliance Santé Distribution.
En 1997, Alliance Santé fusionne avec l’entreprise britannique UniChem, et devient Alliance UniChem. En 2006-2007, Alliance UniChem fusionne avec le britannique Boots et donne naissance à Alliance Boots par le biais du fonds américain KKR.
En juin 2012, il annonce un rapprochement avec l'Américain Walgreens.
Sa fortune personnelle est évaluée selon Forbes à 13.8 milliards de dollars.
Il est cité dans l'affaire des Panama Papers en avril 2016,.

## Distinctions
- Grand officier de l'ordre de l'Étoile d'Italie[6] (2013)
- Golden Plate Award de l'American Academy of Achievement[7],[8] (2017)
- World Retail Hall of Fame[9] (2018)